# Synsphyronus ejuncidus
Espèce
Synsphyronus ejuncidus est une espèce de pseudoscorpions de la famille des Garypidae.

## Distribution
Cette espèce est endémique d'Australie. Elle se rencontre dans le Nord de l'Australie-Occidentale et dans le Territoire du Nord.

## Description
Les mâles mesurent de 2,9 à 3,0 mm et les femelles de 3,4 à 4,0 mm.

## Publication originale
- Harvey, 1987 : A revision of the genus Synsphyronus Chamberlin (Garypidae: Pseudoscorpionida: Arachnida). Australian Journal of Zoology, Supplementary Series, no 126, p. 1-99.